# Macelowa Góra
Macelowa Góra (800 m) – masyw w Pieninach Właściwych, w ich części zwanej Pieninami Czorsztyńskimi. Znajduje się w grzbiecie odbiegającym ze zwornika położonego na wschód od przełęczy Trzy Kopce w kierunku południowym, przez Cyrlową Skałkę, od której oddzielona jest przełęczą Podosice (685 m). Jest lesisty, ale ma liczne odsłonięcia skalne. Jego wierzchołkowe partie składają się z wapieni rogowcowych serii pienińskiej. Ma wydłużony grzbiet, w którym oprócz głównego wierzchołka wyróżnia się drugi, zachodni o wysokości ok. 795 m. Wschodnie zbocza Macelowej Góry opadają do Wąwozu Górczyńskiego (Macelowego Wąwozu), południowe do Dunajca. Znajduje się w nich wybitna skała zwana Białymi Skałami (598 m), która powstała w wyniku podmycia przez wody Dunajca. Od skały tej ciągnie się dobrze widoczny z drogi do Sromowiec Niżnych pas Czerwonych Skał. Ich barwa pochodzi od kolorowych margli z dodatkiem piaskowców. Na południowych zboczach Macelowej Góry dobrze zachowane fragmenty naturalnego lasu świerkowego oraz okazy sosny liczące sobie ok. 130 lat. Siedlisko rzadkich ptaków, m.in. pustułki, puchacza, nagórnika. Wody ze wschodnich stoków Macelowej Góry spływają do potoku Macelowego i jego dopływu – Kirowego Potoku, ze stoków zachodnich do Strasznego Potoku.
Znaczna część obszaru Macelowej Góry wchodzi w skład Pienińskiego Parku Narodowego i jest to teren podlegający ścisłej ochronie. Administracyjnie znajduje się w granicach wsi Sromowce Niżne, w województwie małopolskim, w powiecie nowotarskim, w gminie Czorsztyn. Nazwa Macelowa Góra występowała już w XIX w. Przez szczyt góry nie prowadzą szlaki turystyczne, natomiast jej podnóżem poprowadzona jest szosa do Sromowiec Niżnych.
Góra dobrze widoczna jest z czerwonego szlaku prowadzącego z przystani flisackiej w Sromowcach-Kątach na przełęcz Trzy Kopce.
Z rzadkich w Polsce roślin stwierdzono tutaj występowanie ostrożnia głowacza, osta pagórkowego kokoryczy żółtawej, wiechliny styryjskiej, dwulistnika muszego i pojedyncze okazy cisa pospolitego.

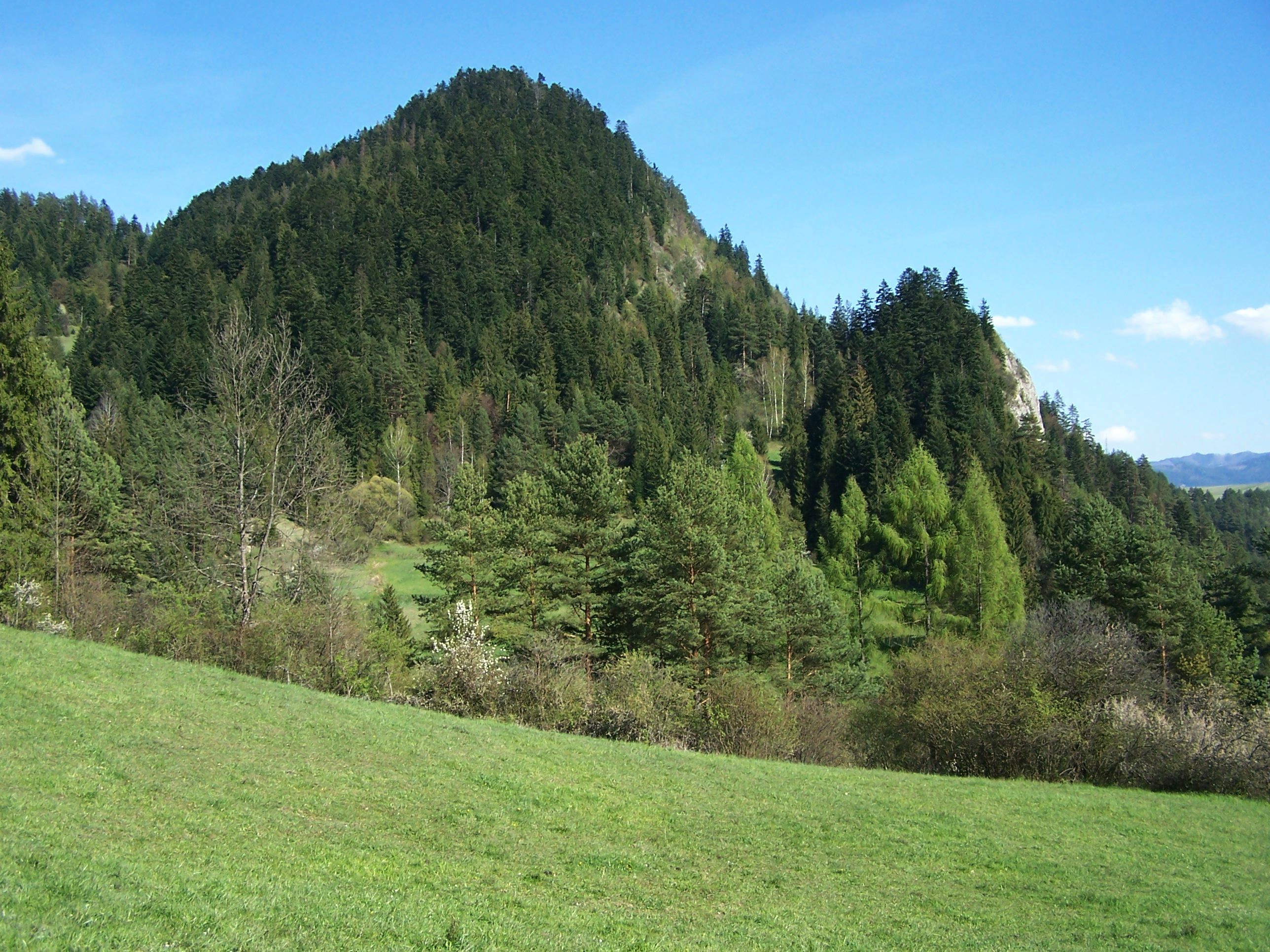
Biała Skała na południowych stokach Macelowej Góry
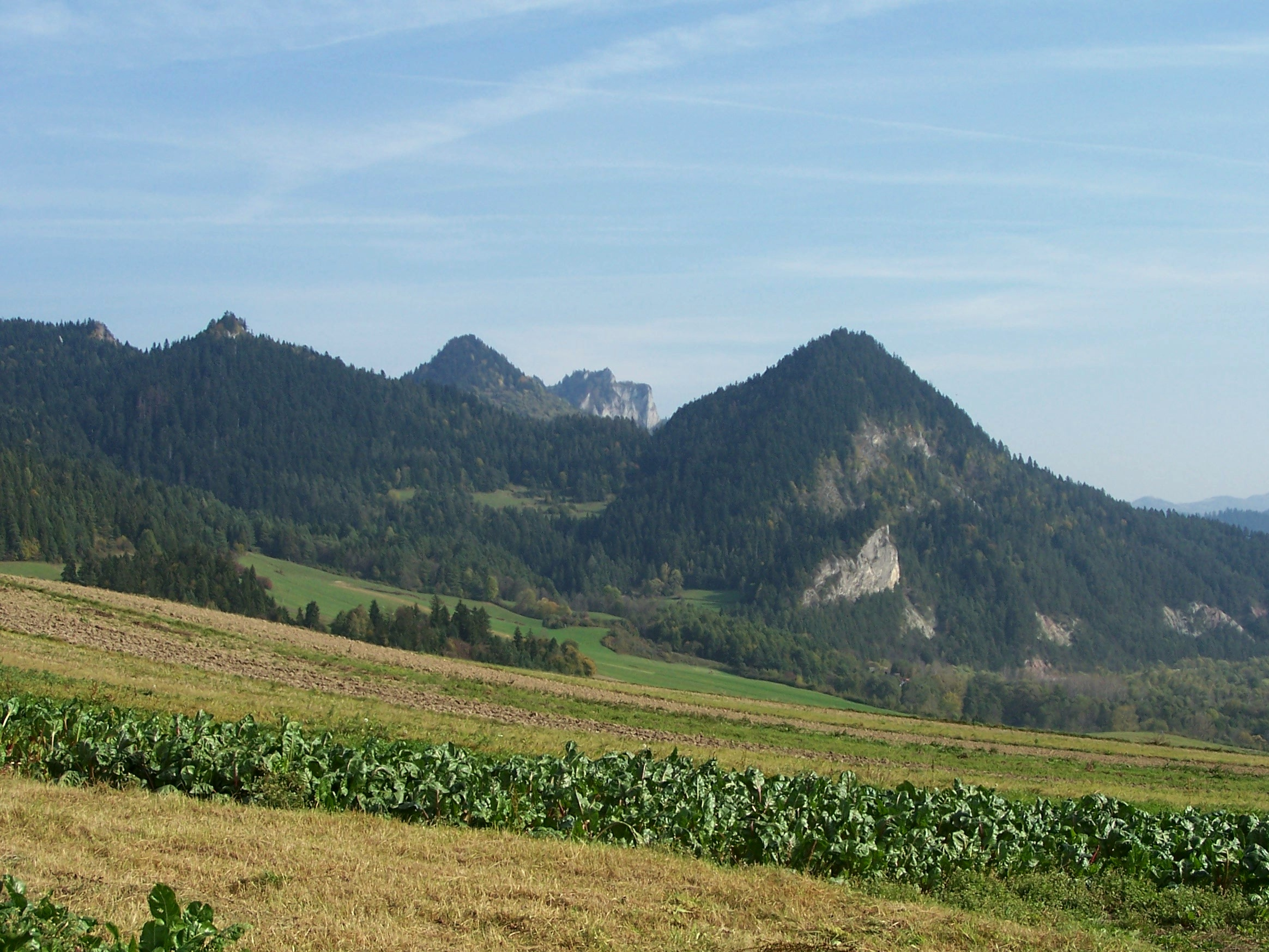
Macelowa Góra od strony zachodniej. Na lewo od niej szczyty Trzech Koron, Nowej Góry, Cyrlowej Skały
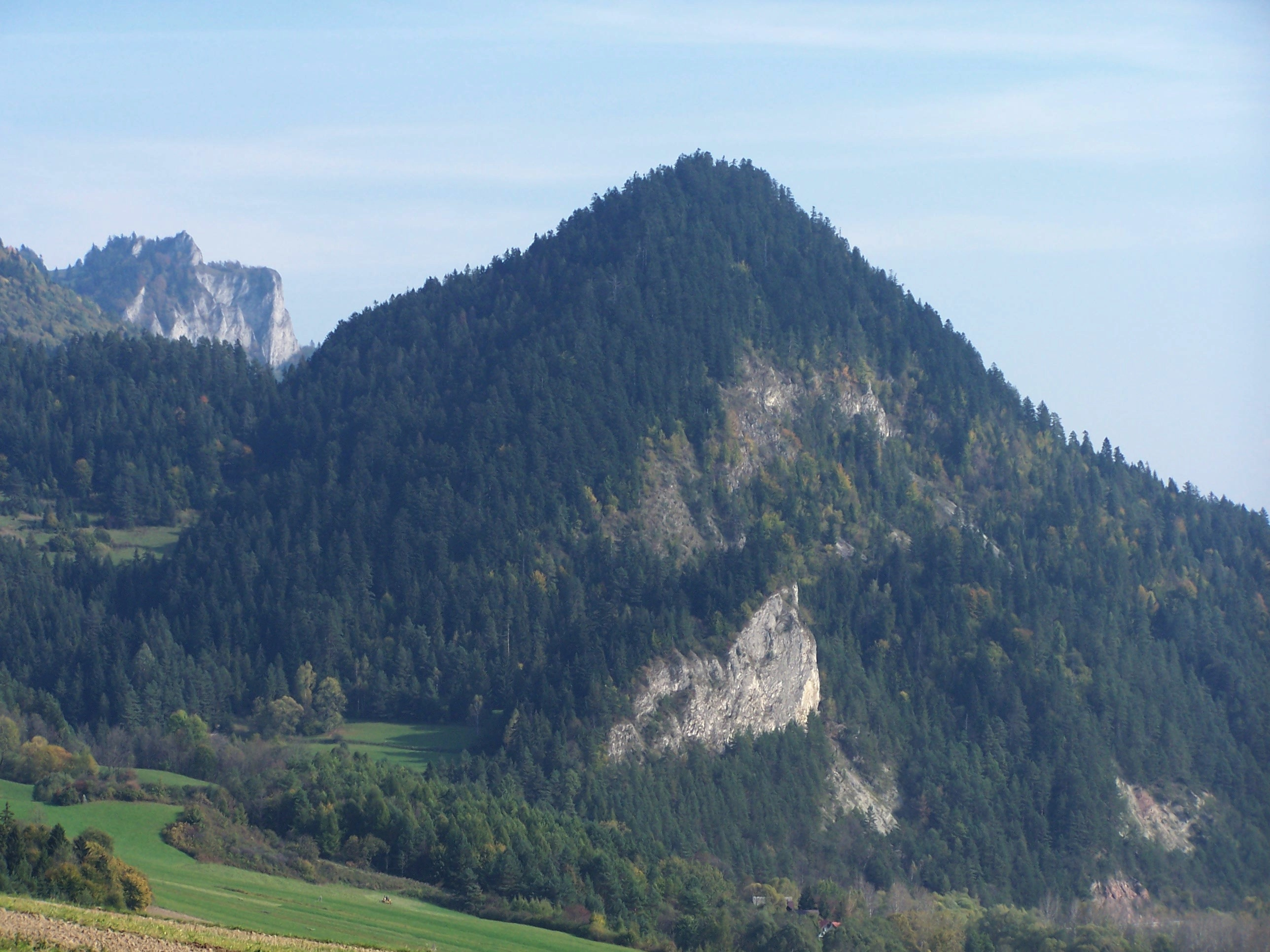

Pieniny a6.jpg